# キーストーン回廊

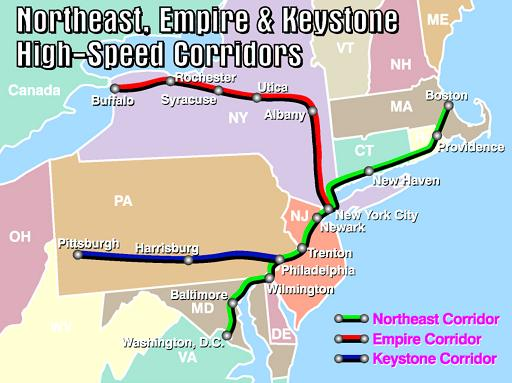
青色路線がキーストーン回廊（アメリカ連邦鉄道局）

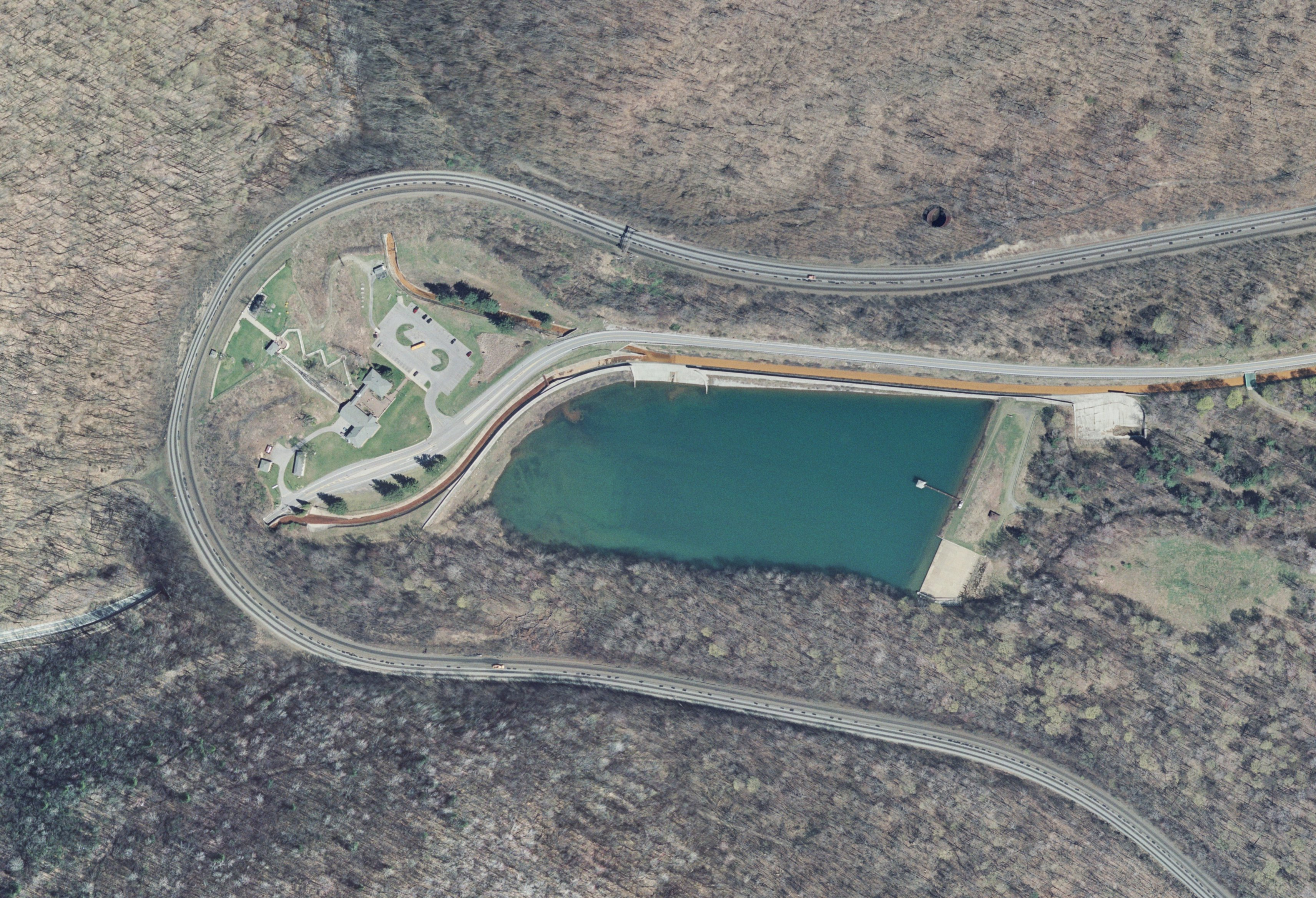
馬蹄形ループ（ペンシルベニア州ブレア郡）

キーストーン回廊（キーストーンかいろう、英語: Keystone Corridor）はアメリカ合衆国の東海岸にあるフィラデルフィアから西へピッツバーグまで、ペンシルベニア州を東西に結ぶ、全長562キロメートル（349マイル）の鉄道路線である。ペンシルベニア州の愛称がキーストーン・ステートなので、この名称になっている。

## 概要
アメリカ合衆国の東海岸にあるフィラデルフィアから西へ、途中ペンシルベニア州の州都ハリスバーグなどを経て、ピッツバーグまで、同州を東西に結ぶ、全長562キロメートル（349マイル）の鉄道路線である。ペンシルベニア州の愛称がキーストーン・ステートなので、この名称になっている。
鉄道はアムトラックが所有するフィラデルフィア-ハリスバーグ・メインライン（Philadelphia to Harrisburg Main Line、電化済み）とノーフォーク・サザン鉄道が所有するピッツバーグ線（Pittsburgh Line）を利用している。もともと全体はペンシルバニア鉄道が所有したメインライン（Main Line (Pennsylvania Railroad)）で、コンレールを経ている。
長距離旅客用にはアムトラックがハリスバーグ～フィラデルフィア～ニューヨーク市のキーストーン・サービス号、ピッツバーグ～ハリスバーグ～フィラデルフィア～ニューヨーク市のペンシルベニアン号（Pennsylvanian）を走らせている。また、通勤用には南東ペンシルベニア交通局(SEPTA)がフィラデルフィア～ソーンデイル駅（Thorndale Station）までを走らせている。
2006年夏には信号・架線の更新強化工事が実施され、プッシュプル運転を行うキーストーン・サービス号の110 mph (180 km/h)運転が可能となった。同年以来、キーストーン回廊は連邦政府の高速鉄道計画（High-speed rail in the United States）の11路線のひとつである。
ハリスバーグとピッツバーグの間のアルトゥーナでは、有名な馬蹄形ループを通過する。

## 主な停車駅
- フィラデルフィア・サバーバン駅（Suburban Station）
- フィラデルフィア・30番街駅
- フィラデルフィア動物園（Philadelphia Zoo）駅
- パオリ駅
- ミドルタウン駅
- ハリスバーグ国際空港
- ルイスタウン駅
- アルトゥーナ交通センター
- ジョンズタウン駅
- ラトローブ駅
- ピッツバーグ・ユニオン駅

## 参照項目
- 北東回廊
- アムトラック
- アメリカ合衆国高速鉄道計画（High-speed rail in the United States）
- フィラデルフィア・サバーバン駅（Suburban Station）
- ピッツバーグ・ユニオン駅